# Matthias Müller (Fußballspieler, 1954)

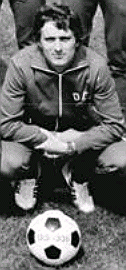
Matthias Müller 1980
als Nationalspieler

Matthias Müller (* 18. Oktober 1954 in Dresden) ist ein ehemaliger deutscher Fußballspieler (DDR). Als 1981 eine versuchte Flucht in die Bundesrepublik Deutschland eines Mannschaftskollegen aufgedeckt wurde, wurde Müller wegen Mitwisserschaft inhaftiert und war für die erste und zweite Liga bis zur deutschen Wiedervereinigung gesperrt.

## Karriere
Der Sohn des Fußballspielers Lothar Müller begann bei der Dresdner BSG Empor Tabak und kam über die FSV Lok Dresden 1969 zur SG Dynamo Dresden. Dort spielte von 1973 bis 1981 als Außenverteidiger in der Oberligamannschaft. Mit dieser Mannschaft wurde er dreimal DDR-Fußballmeister und einmal DDR-Pokal-Sieger. Er bestritt für Dynamo 90 Spiele in der DDR-Oberliga und wurde in 22 Europapokalspielen eingesetzt, dabei erzielte er als Verteidiger elf Oberligatore und einen Treffer im Europapokal.
Seine fußballerischen Fähigkeiten brachten Müller bereits früh Berufungen zur Junioren-Nationalmannschaft der DDR ein. Hier wurde er 15 Mal eingesetzt und gehörte zu der Mannschaft, die 1973 im Finale des UEFA-Jugendturniers stand (2:3 gegen England). Es folgten vier Einsätze in der Nachwuchs-Nationalmannschaft, ehe er am 7. Mai 1980 beim Spiel DDR gegen die Sowjetunion (2:2 in Rostock) sein erstes Länderspiel absolvierte. Es folgten weitere drei Länderspieleinsätze, von den er keines verlor, sowie neun Spiele mit der DDR-Olympiaauswahl, mit der Müller 1980 in Moskau die Silbermedaille gewann.
Am 24. Januar 1981 wurde Matthias Müller unmittelbar vor Abflug der DDR-Nationalmannschaft zu einer Südamerika-Tournee zusammen mit seinen Dresdner Mannschaftskameraden Gerd Weber und Peter Kotte auf dem Flughafen Berlin-Schönefeld vom DDR-Staatssicherheitsdienst verhaftet. Den drei Spielern wurde versuchter ungesetzlicher Grenzübertritt vorgeworfen. Während Weber zu einer Gefängnisstrafe verurteilt wurde, kamen Kotte und Müller straflos davon. Müller wurde allerdings ebenso wie Kotte aus der SG Dynamo Dresden ausgeschlossen und vom DDR-Fußballverband (DFV) lebenslang für die Oberliga und die zweitklassige DDR-Liga gesperrt.
Ab der Saison 1981/82 spielte Müller bei unterklassigen Mannschaften wie TSG Meißen (bis 1983), Fortschritt Neustadt (1983/86), Aktivist Brieske Senftenberg (1986/89) und TSG Elsterwerda. Nur noch 13 Spiele in der zweithöchsten Spielklasse im DDR-Fußball, der Liga, wurden nach seinem unfreiwilligen Ausscheiden aus der SG Dynamo Dresden vom Ex-Nationalspieler absolviert. 1990 beendete Müller seine aktive Laufbahn bei Tennis Borussia Berlin.
Matthias Müller war später als Trainer tätig. Nachdem er den SV Wesenitztal betreut hat, übernahm er zur Saison 2008/09 den Trainerposten beim Bischofswerdaer FV. Aktuell ist er Trainer beim Landesligisten Radebeuler BC und feierte in der Saison 2016/2017 den Aufstieg in diese Liga.

## Erfolge
- Olympiasilber 1980 in Moskau
- 4 A-Länderspiele für die DDR-Nationalelf
- 7 B-Länderspiele für die DDR-Nationalelf
- 18 Junioren-Länderspiele für die DDR
- 22 EC-Einsätze (1 Tor)
- 3 × DDR-Meister
- 2 × FDGB-Pokalsieger
- 90 DDR-Oberliga-Spiele (11 Tore)